# Романченко Трохим Миколайович
Трохим Романченко (псевдоніми: Т. Р., Т. P-ко, Т. Рома-н-ко, Микола Грищенко, Катеринославець, Р. Трохим, Роман Трохименко; 4 серпня 1880, Полтава — 10 квітня 1930, Дніпро, Україна) — український народний письменник, поет, перекладач, етнограф, автор п'єс, збирач фольклорних та етнографічних матеріалів. Друкуватися почав 1905 року в альманасі «Перша ластівка»; його вірші вміщувалися у дерев. ж., альманахах і антологіях, у сов. часи — у журналі «Зоря». Окремо вийшла збірка «Поезії» (1916). Трохим Романченко — автор оповідань, літературно-критичних (зокрема про Івана Манджуру) та публіцистичних статей. Жертва російського окупаційного терору.

## Життєпис
Походженням з катеринославських міщан. Освіту здобув самотужки. З 13 років працював гравером у друкарні, але в 1910 здобув тяжку хворобу легенів.
З 1910 по 1917 обіймає посаду головного хранителя Катеринославського історичного музею ім. Поля, потім працював губерніальним земським діловодом, завідувачем книгарнею «Каменяр», бібліотекарем товариства «Споживач».
Писати почав з 16 років.
Перші його вірші були надруковані в альманасі «Перша ластівка» в 1905. Окрім віршів та оповідань, писав літературно-критичні статті.

### Діяльність у Катеринославській «Просвіті»
1902 організував артистичний гурток «Запорозька Січ», який влаштовував вистави, концерти та лекції в робітничих районах.
Діяч місцевого товариства «Просвіта» — організовував Шевченківські вечори, збирав книжки для б-ки товариства, обраний членом товариства 22 вересня 1913.
У 1915 спеціально для «Просвіти» підготував реферат про українські народні пісні.
1916 видав збірку «Поезії» (Катеринослав). Як фольклорист, видав «Збірник найкращих пісень».
25 вересня 1915 потрапив під нагляд губернського жандармського управління у зв’язку з підготовкою до арештів членів УСДРП і «Просвіти» в листопаді 1915.
Як і в інших місцевих діячів, обшук у Романченка було здійснено 27 листопада 1915.
Восени 1917 зі сторінок катеринославської газети «Селянська спілка» Романченко виступав зі статтями з державницьких самостійницьких позицій.
У голодних 1922 — 1923 у числі інших катеринославських українців ним опікувався, будучи на еміграції, Михайло Грушевський. Про це свідчить його лист, писаний в Бадені 17 березня 1923 до професора Кирила Студинського.
Адреса Романченка у січні 1924: Клубна вул., буд. № 4, вхід з двору ліворуч, другий поверх (з листа Д. Лисиченка до Романченка від 15 січня 1924).
У 1924 склав повний збірник своїх творів і кілька збірників типу декламаторів, написав казку віршами для дітей.
Перед смертю передав свій архів до Інституту літератури ім. Шевченка.
Передчасно помер через сухоти.
1980 у Києві видано «Народні пісні в записах Трохима Романченка».

## Твори
- Романченко Т. Ніч під Івана Купала//Рада. — 1914. — 25 червня. — № 142; Раманченко Т. Памяти Б. Д. Гринченко // Екатеринославская земская газета. — 1917. — 26,27 апреля;
- Т P-ко. Ворожі заходи [початок: «Знову чути гадюче шепіння ворогів українського відродження...»] // Селянська спілка, Катеринослав. — 1917. — 28 жовтня. — №51;
- Т P-ко. За віщо ж зневага? // Селянська спілка. — 1917. — 17 листопада. — № 67;
- Романченко Трохим. Не зітхай (вірш) // Кам'янські вісті. — Дніпродзер-жинськ. — 1942. — 24 січня — Ч. 10 (60).